# Operation C
Operation C, publicado en Europa como Probotector y en Japón como Contra コントラ (Kontora?), es un videojuego para Game Boy, que fue publicado en 1991 y es el primer juego de la saga Contra lanzado para una consola portátil. 

## Argumento
El juego continua después de los acontecimientos de Super Contra; el argumento varía entre las versiones del juego. En el argumento original japonés, la continuidad que fue adaptada posteriormente en la ubicación americana de Contra: Shattered Soldier, una nación hostil sin nombre ha tomado una muestra de una Celda Alienígena con el fin de desarrollar nuevas clases de armas biológicas usando la tecnología de clonación. El jefe de la Federación da una orden confidencial al veterano soldado, Bill Rizer, para prevenir este plan. En la localización norteamericana, la nación hostil sin nombre es substituida por la Víbora Negra, entidad alienígena relacionada con el Falcón Rojo de los juegos anteriores. Como en Contra y Super C, antes de cambiar el ajuste también del siglo 27 a la actualidad, con el principal personaje ya identificado como Escorpión (Lance Bean). El argumento de la versión europea Probotector según el manual y la caja casi es una nueva versión del primer Probotector para la NES, que fue una adaptación del argumento japonés del primer Contra de arcade a su vez. Sin embargo, el principal villano es identificado como la Víbora Negra también en la versión para Game Boy de Probotector, en vez de ser conocido como el Falcón Rojo.
En la línea de tiempo de Contra 4, presentada en el manual y la página web oficial, los acontecimientos de Operation C son representados como una misión anterior de Perro Loco y Escorpión (los nuevos personajes introducidos en Contra 4) contra la Víbora Negra. La ubicación japonesa del juego, Contra Dual Spirits, no hace ninguna referencia a esta revisión.